# Nibe (plaats)
Nibe is een plaats in Denemarken. De plaats Nibe telt 4632 inwoners (2006). Jaarlijks wordt hier het Nibe Festival gehouden. In 1727 gaf Frederik IV van Denemarken het købstad-privilege aan Nibe.

## Geboren
- Marie Askehave (1973), actrice
- Per Gade (1977), voetballer
- Søren Tengstedt (2000), voetballer

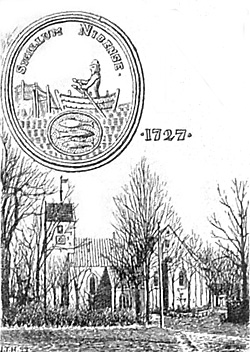
Zegel uit 1727

- Library of Congress Control Number: n79113923
- MusicBrainz: 61e9903a-f288-40c0-a6c8-fd1352e17c3a
- Nationale Bibliotheek van Tsjechië: xx0122344
- Nationale Bibliotheek van Israël: 987007552629805171
- Virtual International Authority File: 147736970